# Лобачёв, Владимир Константинович
Влади́мир Константи́нович Лобачёв (8 августа 1925 — 14 мая 1997) — советский дипломат. Чрезвычайный и полномочный посол.

## Биография
- В 1949—1952 годах — сотрудник центрального аппарата МИД СССР.
- В 1952—1957 годах — сотрудник посольства СССР в США.
- В 1957—1958 годах — сотрудник центрального аппарата МИД СССР.
- В 1958—1960 годах — слушатель ВДШ МИД СССР.
- В 1960—1963 годах — сотрудник посольства СССР в ДРВ.
- В 1963—1965 годах — на ответственной работе в центральном аппарате МИД СССР.
- В 1965—1969 годах — генеральный консул СССР в Бомбее (Индия).
- В 1970—1972 годах — на ответственной работе в центральном аппарате МИД СССР.
- В 1972—1979 годах — сотрудник секретариата Отделения ООН в Женеве.
- В 1979—1982 годах — на ответственной работе в центральном аппарате МИД СССР.
- С 6 июня 1982 по 20 ноября 1989 года — чрезвычайный и полномочный посол СССР в Конго[1].